# Абобакр Абасс
Абобакр Абасс (1 листопада 1998) — суданський плавець.
Учасник Олімпійських Ігор 2020 року, де в попередніх запливах на дистанції 100 метрів брасом посів 45-те місце і не потрапив до півфіналів.